# 儒利奥·塞萨尔
儒利奥·塞薩爾·苏亚雷斯·德埃斯平多拉（葡萄牙語：Júlio César Soares de Espíndola，1979年9月3日—），前巴西足球員，场上司職守門員，2018年4月退役。最後效力巴甲球會法林明高。

## 生涯
塞薩爾效力的首間職業球會是巴西甲組足球聯賽的弗拉门戈，他曾為巴西隊贏得了17歲以下南美國家杯的冠軍，又於2004年的美洲國家杯中表現極為出色，分別在四強對智利時被選為全場最佳球員，並在決賽中的互射點球時撲救出多球阿根廷隊的點球，為巴西反敗為勝贏得了最終的冠軍，現時塞薩爾為國家隊的一號門將，並為國家上陣了六十多次。
在球會上，塞薩爾為弗拉门戈效力了7個球季共上陣多達300場賽事。於2005年，塞薩爾從祖國轉到意大利，成為了意甲球會切沃的門將，後來於7月加盟至國際米蘭，直至2005年球賽戰幔展開後第10場，塞薩爾上陣9場，平均1場賽事失1球，表現良好。
此后塞薩爾凭借着出色的表现逐渐坐稳了国际米兰的主力位置。2009年7月，塞薩爾被ESPN评为08-09赛季巴西最佳球员。而在随后的09-10赛季，塞薩爾更是帮助国际米兰队夺得了意大利历史上首个“三冠王”，并被欧足联评为了2010年欧洲最佳门将。意大利球星帕柳卡将塞薩爾称为“当今世界足坛最强的守门员”。
2010年世界盃足球賽，塞薩爾做为巴西国家队主力门将出战，然在1/4决赛对阵荷兰的比赛中，塞薩爾在拦截对方传中球时出现致命失误并造成球队失球，最终巴西队1:2失利。
2011/12赛季国际米兰战绩一落千丈，且遭遇球队老化及财政危机，俱乐部开始决定削减队内工资支出，加之更衣室内阿根廷与巴西球员内斗，致使塞薩爾等部分球员成为清洗对象。2012年8月28日，经历了一个夏天的谈判之后，国际米兰直接解除了与塞薩爾的工作合同，而他本人在一天后正式加盟女王公园巡游者，合同为期四年。
2014年世界盃足球賽，塞薩爾再次做为巴西国家队主力门将出战，塞薩爾把守巴西大門至半準決賽5場賽事僅失四球，帶領巴西邁向四強，但至準決賽對上德國時因隊長蒂亞戈·席尔瓦停賽而導致後防崩盤不敵德國閃電攻勢，單場賽事失七球以1-7慘敗輸掉比賽，也讓塞薩爾萌生退意。

## 荣誉
弗拉门戈
- 南方共同市場盃冠军：1999
- 巴西冠军杯（英语：Copa dos Campeões）冠军：2001
- 卡里奥卡州锦标赛（英语：Campeonato Carioca）冠军：1999、2000、2001、2004
- 瓜纳巴拉杯（英语：Taça Guanabara）冠军：1999、2001、2004
- 里约热内卢杯（英语：Taça Rio）冠军：2000

国际米兰
- 意甲联赛冠军：2006/07、2007/08、2008/09、2009/10
- 意大利杯冠军：2005/06、2009/10、2010/11
- 意大利超级杯冠军：2005、2006、2008、2010
- 欧洲冠军联赛冠军：2010
- 世俱杯冠军：2010

巴西国家队
- 美洲杯冠军：2004
- 联合会杯冠军：2009、2013

个人
- 意甲最佳门将：2008/09、2009/10
- 欧足联最佳门将：2010

## 个人生活
塞薩爾的妻子是巴西名模苏珊娜，目前有两个孩子。